# Eustachy Stanisław Kotowicz
Eustachy Stanisław Kazimierz Kotowicz herbu Korczak (ur. w listopadzie 1637 roku w Odelsku – zm. w 1704 roku) – biskup smoleński od 1688, referendarz wielki litewski, członek konfederacji olkienickiej 1700 roku.

## Życiorys
Brat Aleksandra, syn Jana - stolnika orszańskiego i podstarościego grodzieńskiego. 26 czerwca 1661 przyjął święcenia kapłańskie, a 30 września tego roku został kanonikiem wileńskim. W 1673 lub 1674 otrzymał referendarstwo wielkie litewskie. W 1681 otrzymał prepozyturę kaplicy św. Kazimierza w katedrze wileńskiej. W 1682 mianowany scholastykiem wileńskim, a w 1688 biskupem smoleńskim.
Był bardzo dobrym znawcą zagadnień prawnych, prowadząc sprawy sądowe m.in. w Poswolu. Charakteryzował się talentem oratorskim, co sprawiło, że powierzano mu prestiżowe przemówienia (np. w 1688 na przywitanie króla Jana III Sobieskiego w Wilnie). W latach 1677–1679 przebywał w Rzymie, gdzie rozstrzygał spór kanoników wileńskich z nominatem Mikołajem Stefanem Pacem. Podejmował się także inicjatyw artystycznych i budowlanych, np. odnowienia katedry w Wilnie, czy remontu kanału zamkowego tamże. Zaprojektował także nowy ołtarz główny do katedry wileńskiej (zniszczony następnie podczas Potopu). Wspierał finansowo sanktuaria maryjne na Litwie, zwłaszcza kościół farny w Trokach. Zgromadził prawdopodobnie bardzo znaczącą kolekcję dzieł sztuki, m.in. wiele rzeźb snycerza wileńskiego - Krystiana Matyszkiewicza.
Po ujawnieniu ateizmu Kazimierza Łyszczyńskiego domagał się dla niego kary śmierci.
Pochowany w katedrze Św. Stanisława i Św. Władysława w Wilnie.